# Gebäudekomplex der chinesischen Botschaft in Warschau

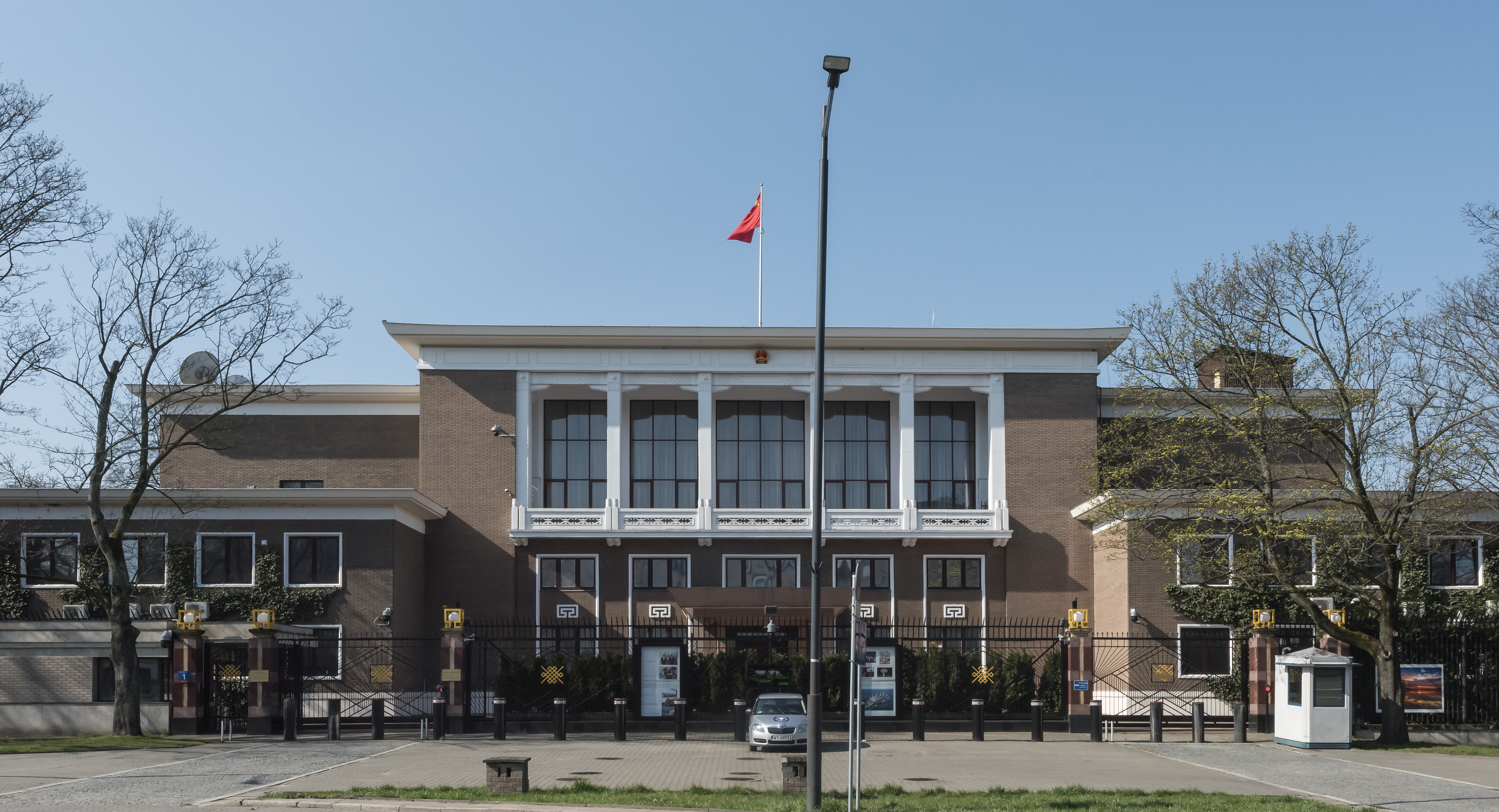
Das Botschaftsgebäude

Der Gebäudekomplex der chinesischen Botschaft in Warschau befindet sich an der Ulica Bonifraterska 1 im Warschauer Innenstadtbezirk. In unmittelbarer Nachbarschaft liegt der Plac Krasińskich mit dem Krasiński-Palast und dem Gebäude des Obersten Gerichts.
Die Botschaftsanlage wurde in den Jahren 1956 bis 1959 errichtet. Das Projekt stammte von einem Architektenteam (Tadeusz Zieliński, Michał Gutt, Michał Glinka, Aleksander Kobzdej, Alina Scholtz und Lin Luo) unter Leitung von Romuald Gutt (1888–1974) und ist im funktionalistischen Stil gehalten. 1960 wurde die Anlage von städtischen Komitee für Architektur und Stadtplanung (Komitet Architektury i Urbanistyki) mit einem ersten Preis ausgezeichnet. Der Komplex beinhaltet neben dem an der Ostseite liegenden und der Bonifraterska zugewandten, repräsentativen Hauptgebäude verschiedene Wohn- und Verwaltungseinheiten sowie einen großen Garten, als dessen wesentliches Stilelement ein flacher Teich mit dekorativen Steinmetzarbeiten in Form von Drachenfiguren angelegt wurde. Die beiden an der Franciszkańska gelegenen viergeschossigen Wohnblöcke für Mitarbeiter der Botschaft sind mit großzügigen Loggien sowie je einem inneren, mit Glasdach bedeckten Patio ausgestattet. Die von den Straßen Franciszkańska, Swiętojerska, Wałowa und Bonifraterska umgebene Gesamtanlage umfasst eine Fläche von rund 40.000 Quadratmetern. 
Juliusz Chrościcki und Andrzej Rottermund bezeichnen die Anlage im Architekturatlas von Warschau als „Komplex, der sich durch die gelungene interessante Verbindung architektonischer und gartenkünstlerischer Gestaltungsmittel auszeichnet“.